# O jurysdykcji sądowej Państwa Watykańskiego w sprawach karnych
O jurysdykcji sądowej Państwa Watykańskiego w sprawach karnych (wł. Sulla giurisdizione degli organi giudiziari dello Stato della Città del Vaticano in materia penale) – pierwsze motu proprio papieża Franciszka. 
Dokument reguluje działanie sądów Państwa Watykańskiego, przez określenie kto może być sądzony przez sądownictwo watykańskie. Regulacja podaje również jakie przestępstwa podlegają sądom w Watykanie. Oprócz tego precyzuję definicję słowa urzędnik. Dokument wprowadza do prawa watykańskiego regulacje z Konwencji Genewskich z 1949, Konwencji w sprawie likwidacji wszelkich form dyskryminacji rasowej z 1965, Konwencji o zakazie tortur z 1984 oraz Konwencji o prawach dziecka z 1989, zaostrzając kary za pedofilię i pornografię dziecięcą. Ważną zmianą jest zniesienie kary dożywotniego pozbawienia wolności i zamienienie jej na maksymalny wymiar kary, który wynosi teraz od 30 do 35 lat pozbawienia wolności. W związku z aferą Vatileaks zmieniono również wysokość kary za kradzież dokumentów.